# Państwowy Arbitraż Gospodarczy
Państwowy Arbitraż Gospodarczy – centralna jednostka organizacyjna rządu istniejąca w latach 1949–1989, powołana do rozstrzygania sporów o prawach majątkowych, ustalenia stosunków prawnych, zapewnienia dyscypliny wykonania narodowych planów gospodarczych i zapewnienie wykonanie umów zawartych między jednostkami gospodarczymi.

## Powołanie Państwowego Arbitrażu Gospodarczego
Na podstawie dekretu z 1949 r. o państwowym arbitrażu gospodarczym ustanowiono organ odpowiedzialny za rozstrzyganie sporów prawnych między podmiotami gospodarczymi.

## Cele i zakres działania Arbitrażu
Celem Państwowego Arbitrażu Gospodarczego było zapewnienie wykonanie narodowych planów gospodarczych, przestrzeganie i ugruntowanie zasad rozrachunku gospodarczego oraz zagwarantowanie wykonywania umów.
Komisja Państwowego Arbitrażu Gospodarczy rozstrzygała spory o prawa majątkowe:
- pomiędzy państwowymi przedsiębiorstwami, bankami zakładami i instytucjami, przedsiębiorstwami pod zarządem państwowym, centralami spółdzielni i osobami prawa publicznego posiadające udział wynoszący ponad 50% kapitału zakładowego,
- pomiędzy władzami i urzędami państwowymi lub związkami samorządu terytorialnego z jednej strony a jednostkami uspołecznionymi.

## Organizacja Arbitrażu
Przy Państwowym Arbitrażu Gospodarczym utworzono Główną Komisję Arbitrażową oraz okręgowe komisje arbitrażowe przy wojewódzkich urzędach planowania gospodarczego.
Na czele Głównej Komisji Arbitrażowej stał Prezes, którego mianował i odwoływał Prezes Rady Ministrów na wniosek Przewodniczącego Państwowej Komisji Planowania Gospodarczego. Przewodniczący Państwowej Komisji Planowania Gospodarczego mianował i odwoływał jednego lub więcej wiceprezesów jako zastępców prezesa.

## Powołania Państwowego Arbitrażu Gospodarczego z 1975 r.
Na podstawie ustawy z 1975 r. Państwowy Arbitraż Gospodarczy powołano do:
- umacniania praworządności i porządku prawnego w stosunkach między jednostkami gospodarki uspołecznionej oraz dyscypliny wykonywania przez te jednostki planów społeczno-gospodarczego rozwoju kraju i podnoszenia efektywności gospodarowania,
- ochrony interesu społecznego oraz interesów jednostek gospodarki uspołecznionej w stosunkach między tymi jednostkami,
- doskonalenia współpracy i systemów umów w stosunkach między jednostkami gospodarki uspołecznionej zgodnie z kierunkami społeczno-gospodarczego rozwoju kraju.

## Sposoby wykonywania zadań Arbitrażu
Państwowy Arbitraż Gospodarczy wykonywał swoje zadania przez:
- rozpoznawanie sporów o prawa majątkowe, o zawarcie lub ustalenie treści umowy (spory przedumowne), o zmianę lub rozwiązanie umowy oraz o ustalenie stosunku prawnego lub prawa,
- badanie przyczyn sporów między jednostkami gospodarki uspołecznionej oraz zawiadamianie właściwych organów o konieczności podjęcia środków zmierzających do usunięcia tych przyczyn i zapobiegania ich powstawaniu,
- upowszechnianie i pogłębianie znajomości prawa w zakresie stosunków między jednostkami gospodarki uspołecznionej,
- inicjowanie regulacji prawnych normujących stosunki między jednostkami gospodarki uspołecznionej oraz współdziałanie w ich opracowywaniu,
- analizowanie działalności mediacyjnej jednostek nadrzędnych i podejmowanie środków w celu zapobiegania zawieraniu w wyniku mediacji porozumień naruszających prawo lub interes społeczny,
- współdziałanie w zapewnieniu należytej obsługi prawnej państwowych jednostek organizacyjnych, organizacji spółdzielczych i społecznych, w szczególności przez przygotowywanie i doskonalenie kadr prawniczych do wykonywania tej obsługi oraz czuwanie nad należytym jej wykonywaniem, w trybie i zakresie ustalonych odrębnymi przepisami.

## Zakres rozpoznawania sporów
Państwowy Arbitraż Gospodarczy rozpoznawał spory, w których stronami były:
- państwowe jednostki organizacyjne,
- spółdzielnie i ich związki,
- kółka rolnicze i ich związki,
- gospodarcze organizacje rzemiosła,
- inne organizacje społeczne prowadzące działalność gospodarczą, którym przepisy przyznają osobowość prawną,
- spółki, w których Państwo lub jednostki posiadały udział wynoszący ponad 30% kapitału zakładowego oraz spółki wodne.

## Organizacja Państwowego Arbitrażu Gospodarczego
Państwowy Arbitraż Gospodarczy działał przy Radzie Ministrów. Nadzór nad Państwowym Arbitrażem Gospodarczym sprawował Prezes Rady Ministrów, który mógł powierzyć sprawowanie nadzoru nad Państwowym Arbitrażem Gospodarczym jednemu z członków Rady Ministrów. Zadania Państwowego Arbitrażu Gospodarczego wykonywane były przez Główną Komisję Arbitrażową oraz okręgowe komisje arbitrażowe. Okręgowe komisje arbitrażowe obejmowały swoją działalnością obszar jednego lub kilku województw.

## Organy Arbitrażu
Prezesa Państwowego Arbitrażu Gospodarczego powoływał i odwoływał Prezes Rady Ministrów. Zastępcami Prezesa Państwowego Arbitrażu Gospodarczego byli wiceprezesi, których powoływał i odwoływał Prezes Rady Ministrów na wniosek Prezesa Państwowego Arbitrażu Gospodarczego. Prezes Państwowego Arbitrażu Gospodarczego kierował Główną Komisją Arbitrażową oraz nadzorował okręgowe komisje arbitrażowe.

## Rada Państwowego Arbitrażu Gospodarczego
W Głównej Komisji Arbitrażowej działała Rada Państwowego Arbitrażu Gospodarczego.
W skład Rady Państwowego Arbitrażu Gospodarczego wchodzili Prezes jako przewodniczący, wiceprezesi Państwowego Arbitrażu Gospodarczego oraz dwudziestu członków, powołanych na okres trzech lat przez Prezesa Rady Ministrów na wniosek Prezesa Państwowego Arbitrażu Gospodarczego spośród pracowników nauki i praktyków.
Rada Państwowego Arbitrażu Gospodarczego ustalała ogólne wytyczne orzecznictwa arbitrażowego oraz dokonywała oceny przedstawionych przez Prezesa Państwowego Arbitrażu Gospodarczego kierunków tego orzecznictwa.
Ogólne wytyczne orzecznictwa arbitrażowego ustalane były na wniosek Przewodniczącego Komisji Planowania przy Radzie Ministrów, Ministra Finansów, Ministra Sprawiedliwości, Prokuratora Generalnego Polskiej Rzeczypospolitej Ludowej, prezesa Państwowego Arbitrażu Gospodarczego oraz z inicjatywy Rady.

## Zniesienie Arbitrażu
Na podstawie ustawy z dnia 24 maja 1989 r. o rozpoznawaniu przez sądy spraw gospodarczych zlikwidowano Państwowy Arbitraż Gospodarczy.